# كويتشي كاواكيتا
كويتشي كاواكيتا (باليابانية: 川北紘一؛ بالكانا: かわきた こういち) هو مخرج ياباني، ولد في 5 ديسمبر 1942 في نيهونباشي في اليابان، وتوفي في 5 ديسمبر 2014 بسبب فشل الكبد.

## روابط خارجية
- كويتشي كاواكيتا على موقع IMDb (الإنجليزية)
- كويتشي كاواكيتا على موقع قاعدة بيانات الفيلم (الإنجليزية)